# Gwiazdy (herb szlachecki)
Gwiazdy – polski herb szlachecki, używany w Rzeczypospolitej Obojga Narodów.

## Opis herbu
W polu błękitnym – trzy sześcioramienne gwiazdy złote w pas.
Klejnot: cztery pióra strusie.

## Najwcześniejsze wzmianki
Rodzina Bialk (Baalk, Biallk, Bialek), pochodząca z Amsterdamu (van der Baalk), która z powodu prześladowań religijnych w XV w. przybyła na polskie wybrzeże Bałtyku (miała w klejnocie trzy, a nie cztery pióra strusie).